# Commune ecclésiastique unitarienne de Füzesgyarmat
 (avril 2017).
Si vous disposez d'ouvrages ou d'articles de référence ou si vous connaissez des sites web de qualité traitant du thème abordé ici, merci de compléter l'article en donnant les références utiles à sa vérifiabilité et en les liant à la section « Notes et références ».
47° 06′ 34″ N, 21° 12′ 32″ E

La Commune ecclésiastique unitarienne de Füzesgyarmat (Füzesgyarmati Unitárius Egyházközség) est une circonscription territoriale dépendant de l'arrondissement ecclésiastique unitarien de Hongrie de l'Église unitarienne hongroise située à Füzesgyarmat.